# یواس‌اس کلدول (دی‌دی-۶۹)
یواس‌اس کلدول (دی‌دی-۶۹) (به انگلیسی: USS Caldwell (DD-69)) یک کشتی بود که طول آن ۳۰۸ فوت (۹۴ متر) waterline* 315 ft 6 in (96.2 m) overall بود. این کشتی در سال ۱۹۱۷ ساخته شد.